# ترمس أريزوني
الترمس الأريزوني (باللاتينية: Lupinus arizonicus) نوع نباتي يتبع جنس الترمس من الفصيلة البقولية المعروفة بقدرتها على تثبيت النيتروجين الجوي من خلال بكتيريا المستجذرة.
موطنه صحراء موهافي وصحراء سونورا في ولايتي أريزونا وكاليفورنيا الأمريكيتين.

## الوصف النباتي
نبات عشبي حولي ارتفاعه من 10 إلى 50 سم. أوراقه مركبة كفية، تضم كل واحدة منها عادة من ست إلى عشرة وريقات. الساق موبرة. الأزهار بنفسجية. الثمرة قرن.